# Neferkasokar
Neferkasokar (eigentlich Nefer-ka-Sokar) war ein altägyptischer König (Pharao) der 2. Dynastie (Frühdynastische Zeit), der eventuell von um 2744 bis um 2736 v. Chr. regierte. Er wird in den wenigen Quellen als Nachfolger von König Neferkare/Aaka und als Vorgänger von König Hudjefa beschrieben.
König Neferkasokar gilt als obskure Gestalt in der frühägyptischen Chronologie, der bislang nur in posthumen Quellen des Neuen Reichs zutage tritt.

## Belege

Rollsiegel des Neferkasokar, Herkunft unbekannt

Der Name Neferkasokar ist vorrangig von der Königsliste von Sakkara im Grab des Vorlesepriesters Tjuneroy (19. Dynastie) in Sakkara bekannt, wo er als siebter Herrscher der 2. Dynastie beschrieben wird. Des Weiteren erscheint er im Königspapyrus Turin, ebenfalls als siebter Regent. Der Papyrus bescheinigt Neferkasokar eine Regierungsdauer von 8 Jahren, 3 Monaten und 10 Tagen. Zeitgenössische Denkmäler oder Artefakte wurden bisher nicht entdeckt.
Ein Rollsiegel aus Steatit unbekannter Herkunft nennt den Kartuschennamen des Herrschers, gefolgt von dem Epitheton Meri-Netjeru (m.rj-ntjr.w). Besonders letztgenannte Beischrift deutet an, dass das Siegel aus deutlich späterer Zeit stammt. Andere Ägyptologen hinterfragen allerdings die Echtheit des Siegels.
Ein weiteres Mal wird Neferkasokars Name in einer überlieferten Erzählung erwähnt. Diese erscheint auf einem Papyrus mit der Bezeichnung pBerlin 23071 und befasst sich mit der Architektur von Tempeln und den Dienstpflichten der dort Beschäftigten. In einem kurzen historischen Abschnitt heißt es:
Diese Schrift wurde im Tempel des Atum, des Herrn von Heliopolis gefunden, als man Schriften suchte im Bücherhaus in einer verfallenen Kammer, die beschriftet war mit dem Namen des „Neferkasokar“. Es wurde neu kopiert, um es zu erhalten, auf den Namen des Königs von Ober- und Unterägypten Cheops durch den fähigen Königssohn Djedefhor.
Im Anschluss erzählt der Papyrus, dass unter König Neferkasokar eine siebenjährige Hungersnot Ägypten heimsuchte und die Tempel verfielen. Während eines Traums erhält der Herrscher die Mahnung, alle Heiligtümer umgehend restaurieren zu lassen. Als Neferkasokar dies tut, ist die Hungersnot laut Überlieferung beendet. Der Herrscher lässt daraufhin ein Dekret verfassen, welches der Prinz Djedefhor wiederentdeckt.
Der Ägyptologe und Demotist Joachim Friedrich Quack gab dem Traktat später den Namen „Buch vom Tempel“.

## Historische Zuordnung
Da Neferkasokars Name nur für Unterägypten belegt ist, wird er von vielen Ägyptologen als Gegenkönig zu den Herrschern Peribsen und Nubnefer angesehen.
Er könnte mit einem König identisch sein, den der Historiker Manetho Sesôchris nennt. Manetho schreibt über den Herrscher, seine Statur habe 5 Ellen und 3 Handbreit gemessen.

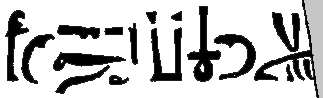
Kartusche des Neferkasokar im Turiner Papyrus, der Königstitel Nesut-Biti ist weggebrochen (ganz rechts)

## Regierungszeit
Da bislang keinerlei archäologische Funde Neferkasokars Zeit sicher zugeordnet werden können, ist nichts Konkretes über politische, kultische oder wirtschaftliche Ereignisse bekannt. Es wird jedoch allgemein angenommen, dass Neferkasokar nur in Unterägypten regierte, da sein Name in der Sakkara-Liste erscheint, in der Königsliste zu Abydos hingegen fehlt und die Sakkara-Liste memphitische, also unterägyptische, Traditionen widerspiegelt.
Neferkasokar wird zudem als Gegenregent zu den Herrschern Peribsen und Sechemib angesehen. Hintergrund dieser Ansicht ist eine vermutete Reichsteilung zum Zeitpunkt des Todes von König Ninetjer. Zu Neferkasokars Zeit hätte Ägypten somit aus zwei Landeshälften bestanden, von denen der südliche Teil von Königen wie Peribsen dominiert wurde, während im Norden neben Neferkasokar Könige wie Sened und Neferkare/Aaka herrschten. Beendet wurde die Reichsteilung unter König Chasechemui.